# Ordre de l'Épi d'or

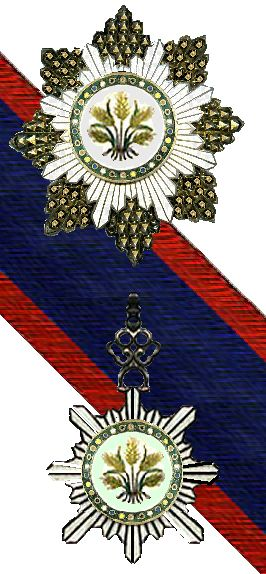

L'ordre de l'Épi d'or,,,,  (en chinois : 嘉禾, chia-ho) est une distinction honorifique de la république de Chine instituée le 29 juillet 1912 par Tchang Kaï-chek. L'ordre fut aboli en 1929 au bénéfice de l'ordre du Jade.

## Ordonnancement
Il était destiné à récompenser les civils, les militaires, les étrangers ayant rendu service à la république de Chine. Il était organisé en neuf échelons, trois de haut degré, trois médians et trois inférieurs. La différence se situait en la taille de la médaille et la couleur du ruban.

## Récipiendaires
- Albert Ier (roi des Belges), grand cordon dans l'ordre[6] ;
- A. Théophile Piry, grand cordon dans l'ordre ;
- Lou Tseng-Tsiang, 1re classe dans l'ordre, diplomate ;
- Roger de Prelle de la Nieppe, officier dans l'ordre, commandant de la garde militaire de Belgique à Pékin ;
- Léon Bourgeois ;
- John Pershing ;
- Henry Hughes Wilson.

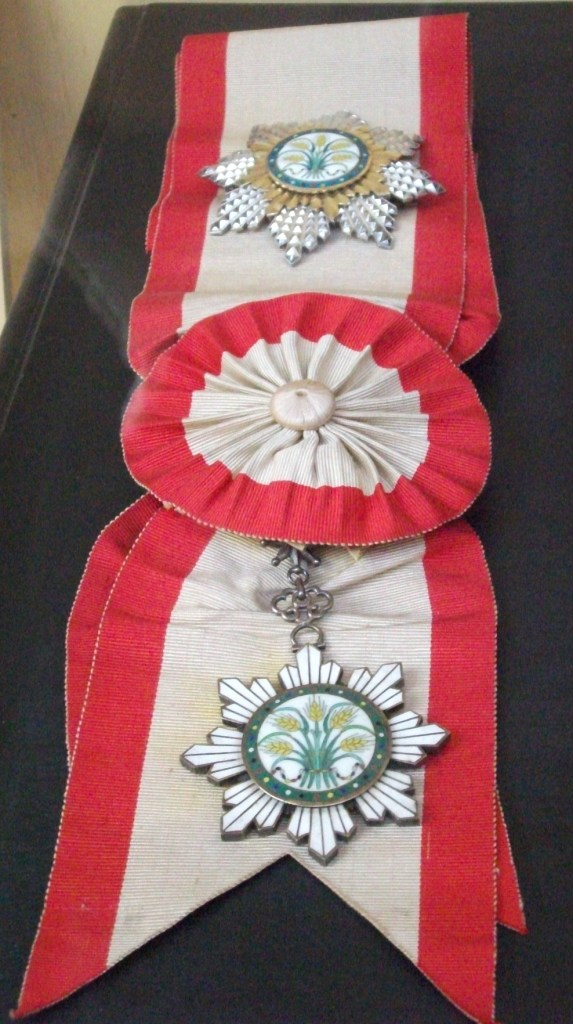
La décoration de Léon Bourgeois au musée des Beaux-Arts et d'Archéologie de Châlons-en-Champagne.
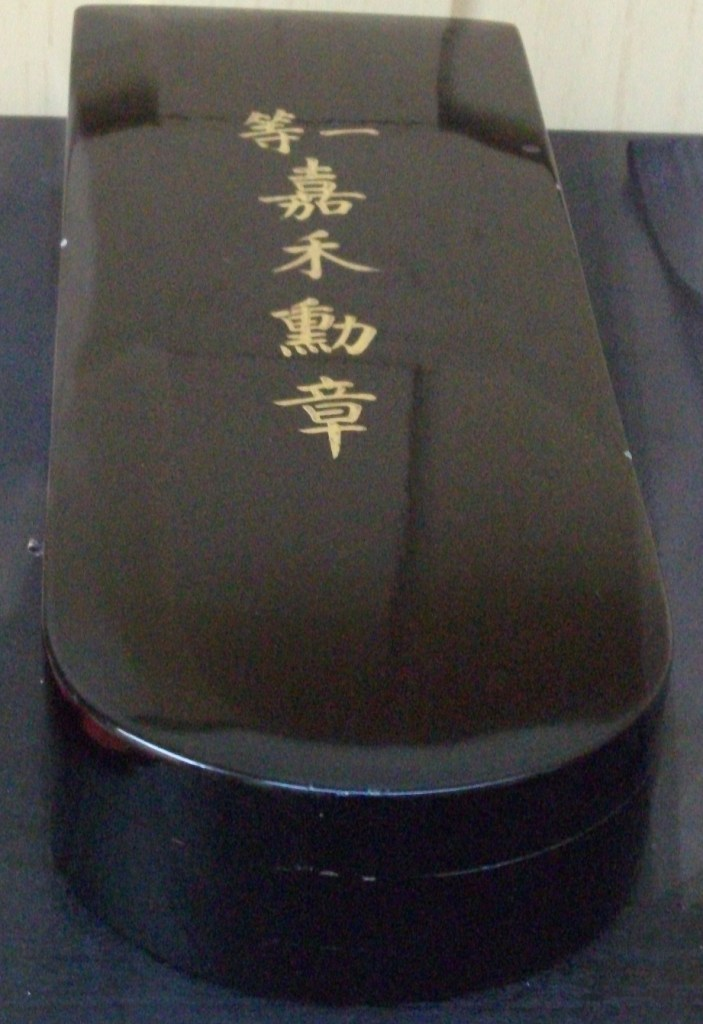
Le coffret qui la contenait.